# اوستیوگوفکا
اوستیوگوفکا (انگلیسی: Ustyugovka) یک شهرک در شهرستان ایگلینسکی استان باشقیرستان کشور روسیه است.